# Kościół San Salvatore in Onda
Kościół San Salvatore in Onda (pol. Świętego Zbawiciela na falach) – kościół w Rzymie przy Via dei Pettinari 51, przy którym znajduje się dom generalny księży pallotynów.
Pod głównym ołtarzem znajduje się sarkofag z ciałem św. Wincentego Pallottiego.

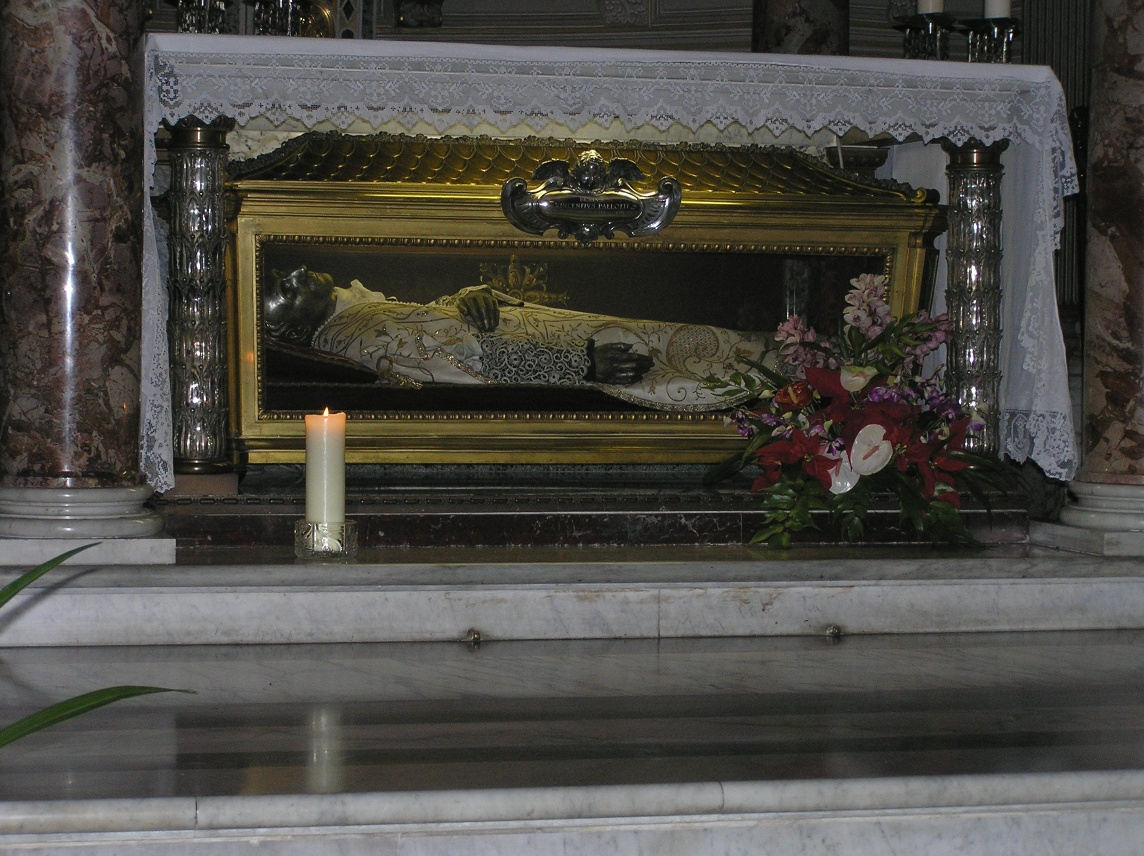
Sarkofag św. Wincentego Pallottiego

Nazwa kościoła San Salvatore in Onda, czyli Świętego Zbawiciela na Fali, pochodzi najprawdopodobniej stąd, że kościół jest zbudowany na brzegu Tybru, którego fale w przeszłości występowały z brzegów i zalewały świątynię.
Kościół San Salvatore in Onda w Rzymie i przylegle do niego budynki są od 1846 r. oficjalną siedzibą księży i braci pallotynów. Został im formalnie przekazany przez papieża Grzegorza XVI 14 sierpnia 1844 roku. Kościół istniał jednak znacznie wcześniej (wzmiankowany w XII wieku). Ostatnimi przed pallotynami duszpasterzami przy kościele byli franciszkanie, którzy w tym miejscu zamieszkiwali przez szereg wieków. Z grona franciszkańskiej wspólnoty przy kościele San Salvatore in Onda wywodziło się dwóch papieży: Sykstus IV (1471–1484) i Sykstus V (1585–1590). Pod kościołem znajduje się wcześniejsza krypta, w której mieściła się pierwotna kaplica, pochodząca najprawdopodobniej z VII wieku. Pod kryptą, poniżej poziomu miasta, znajdują się starożytne rzymskie piwnice i magazyny.
Dom Generalatu pallotynów, który mieści się przy kościele, był przez kilka tygodni pierwszym miejscem pobytu ks. Karola Wojtyły, który w 1947 r. przyjechał do Rzymu, aby podjąć studia.